# Samvetsömma Adolf
Samvetsömma Adolf är en svensk komedifilm från 1936 i regi av Sigurd Wallén.

## Handling
Operettsångaren Adolf Berg blir inkallad just som han blir tilldelad en stor roll i en operett. På tågresan träffar Adolf på Ulla Wern som har tilldelats den kvinnliga huvudrollen i samma operett. Båda två är omedvetna om detta. 
Väl på regementet försöker Adolf förgäves bli frikallad. Ulla är dotter till majoren på regementet och därför träffar hon på Adolf ganska ofta. Han har utgivit sig för att vara en viss löjtnant Petterson till henne, men egentligen är han bara vanlig menig.

## Om filmen
Filmen hade Sverigepremiär 6 januari 1936 på biograferna Röda Kvarn i Helsingborg och Metropol i Malmö. Stockholmspremiär en vecka senare, 13 januari, på biograf Palladium. Den har visats på SVT, TV3, TV4 och Kanal Global.

## Rollista (i urval)
- Adolf Jahr – Nr 55 Adolf Berg, operettsångare
- Karin Albihn – Ulla Wern, operettsångerska
- Weyler Hildebrand – sergeant Göransson
- Elsa Carlsson – "Maja", Adolfs moster Maria
- Torsten Winge – löjtnant Pettersson
- Nils Ericson – "Knutte", 107:an
- Stig Järrel – Anton, inkallad
- Hugo Björne – major Wern[4]

## Musikstycken (i urval)
- Hallå, hurra, kompositör Fred Winter, sång Adolf Jahr, Nils Ericson, Nils Ekstam, Wiktor "Kulörten" Andersson
- Helan går, sång Adolf Jahr
- Gamla Svea garde, kompositör Fred Winter
- En sommarkväll, kompositör Fred Winter[5]